# Francesco Concetti
Francesco Concetti (Falerone, 22 ottobre 1914 – 12 ottobre 1984) è stato un politico italiano, eletto nella I e II legislatura della Repubblica Italiana alla Camera.

## Biografia
Laureato in giurisprudenza, docente universitario, è impegnato in politica con la Democrazia Cristiana. Viene eletto alla Camera dei deputati alle elezioni politiche del 1948 nella circoscrizione Ancona-Pesaro-Macerata-Ascoli Piceno. Conferma il proprio seggio a Montecitorio anche alle elezioni del 1953. Conclude il proprio mandato parlamentare nel 1958.
Muore il 12 ottobre 1984, dieci giorni prima di compiere 70 anni.